# Middelharnis
Middelharnis és un antic municipi de la província d'Holanda del Sud, al sud dels Països Baixos. L'1 de gener del 2009 tenia 17.953 habitants repartits sobre una superfície de 86,79 km² (dels quals 25,67 km² corresponen a aigua).
Es va fusionar amb Dirksland, Goedereede i Oostflakkee, creant el nou municipi de Goeree-Overflakkee.

## Centres de població
- Battenoord
- Middelharnis (6,200 h.)
- Nieuwe-Tonge (2,800 h.)
- Sommelsdijk (7,400 h.)
- Stad aan 't Haringvliet (1.400 h.)

## Ajuntament
- PvdA 3 regidors
- VDB (Verenigd Dorpsbelang) 3 regidors
- CDA 2 regidors
- VVD 2 regidors
- ABB (Algemeen Burger Belang) 2 regidors
- SGP 3 regidors
- ChristenUnie 2 regidors